# Viktor Kalista
Viktor Kalista je český hudebník a zvoník. Hrou na harmonium nebo varhany doprovází bohoslužebná shromáždění pražského sboru Jednoty bratrské. Vedle pražského působení rovněž hrou na elektrofonické varhany doprovází bohoslužby v Tesařovské kapli v Jizerských horách na severu České republiky, kde na jejich začátku též zvoní na zvon, jenž je osazen ve věžičce sakrální stavby. Když se 19. září 2009 konala slavnost u příležitosti sta let od otevření kostelíka, doprovodil ji Kalista hrou na varhany.